# اسماعیل بنکاتب
اسماعیل بنکاتب (انگلیسی: Ismael Benktib؛ زادهٔ ۴ ژوئیهٔ ۱۹۹۸) بازیکن فوتبال است.
وی همچنین در تیم‌های ملی فوتبال زیر ۲۰ سال مراکش و زیر ۲۳ سال مراکش بازی کرده‌است.